# Салінас-де-Пісуерга
Салінас-де-Пісуерга (ісп. Salinas de Pisuerga) — муніципалітет в Іспанії, у складі автономної спільноти Кастилія-і-Леон, у провінції Паленсія. Населення — 376 осіб (2010).
Муніципалітет розташований на відстані близько 280 км на північ від Мадрида, 95 км на північ від Паленсії.
На території муніципалітету розташовані такі населені пункти: (дані про населення за 2010 рік)
- Монастеріо: 19 осіб
- Ренедо-де-Саліма: 11 осіб
- Салінас-де-Пісуерга: 335 осіб
- Сан-Мамес-де-Саліма: 11 осіб

## Демографія
Динаміка населення (INE ):